# Membibre de la Hoz
Membibre de la Hoz é um município da Espanha na província de Segóvia, comunidade autónoma de Castela e Leão, de área  km² com população de 51 habitantes (2007) e densidade populacional de 3,84 hab/km².

## Demografia
| Variação demográfica do município entre 1991 e 2004 | Variação demográfica do município entre 1991 e 2004 | Variação demográfica do município entre 1991 e 2004 | Variação demográfica do município entre 1991 e 2004 |
| --------------------------------------------------- | --------------------------------------------------- | --------------------------------------------------- | --------------------------------------------------- |
| 1991                                                | 1996                                                | 2001                                                | 2004                                                |
| 100                                                 | 82                                                  | 71                                                  | 60                                                  |